# Kenji Nakada
Kenji Nakada (født 4. oktober 1973) er en tidligere japansk fodboldspiller.
Han har spillet for flere forskellige klubber i sin karriere, herunder Ventforet Kofu.